# Календарул Аромънеск
„Календарул Аромънеск пе анул“ (на румънски: Calendarul Aromânesc pe anul..., в превод Арумънски календар за година...) е арумънско списание, излизало от 1909 до 1912 година.
Първият брой носи заглавие на арумънски - Грай бун. Календар армънеск пи анлу 1909 (Grai bun. Calendar armânescu pi anlu 1909). Отпечтан е в печатница „Университара“ (Universitară) на А. Г. Братанеску (A.G. Brătănescu) и има 132 страници. Няма посочени издатели и редктори, но предговорът е подписн от Марку Беза. Изданието за 1910 година вече е с румънско заглавие. Редакционният му комитет се състои от д-р Леонте Анастасиевич, д-р Георге Мурну, д-р Юлиу Валаори, д-р Василе Дудуми, учителите Перикле Папахаджи, Йон Арджинтяну, Ари Мурну, художник. Отпечатан е в Издателство „Минерва“ и има 155 страници. През следващите години се издава от името на Обществото на студентите македонорумънци (ул. Рахова, № 29) в печатница „Вочя Попорлуи“ („Vocea
poporului”) (1911, 254 страници) и в Института за графично изкуство Еминеску (1912, 207 страници).
В списанието пишат големи имена като Густав Вайганд, Константин Истрти, Николае Йорга, Теодор Бурада, Марку Беза, Йоан Маринеску, Нида Бога, Василе Когълничяну, Петру Вулкан, Перикле Папахаджи, Юлиу Валаори, Зику Арая. Списанието има популярен, културен, литературен и исторически характер. Публикува портрети на арумънски личности, които са подпомогнали културното движение и са защитавали аромънските традиции. Изданието разполага с богата иконография, която е ценен научен извор за арумъните.